# 타르투스
타르투스(아랍어: طرطوس Ṭarṭūs[*], 문화어: 따르뚜스)는 지중해 연안과 접한 시리아의 도시로, 시리아 서부에 위치한다. 타르투스 주의 주도이며 라타키아에 이어 시리아에서 두 번째로 큰 항구 도시이다. 인구는 118,000명(2008년 기준)이며 다마스쿠스(시리아의 수도)에서 북서쪽으로 220km 정도 떨어진 곳에 위치한다.
기원전 2000년 페니키아인들이 타르투스 서쪽에 위치한 아르와드 섬에 안타라두스(Antaradus, "아르와드 섬에 세워진 마을"이라는 뜻)라는 이름을 가진 식민지를 세웠으며 십자군 원정 시대에는 토르토사(Tortosa)라는 이름으로 불리기도 했다. 1188년 살라딘이 이 곳을 정복했다.
1971년 소련이 시리아 정부와의 협의를 통해 타르투스 해군 기지를 이곳에 설치했는데, 소련 붕괴 이후에도 러시아 연방군이 주둔하여 러시아가 구소련 외부에 보유한 유일한 군사기지로 남았다.

## 기후
| Tartus의 기후               | Tartus의 기후 | Tartus의 기후 | Tartus의 기후 | Tartus의 기후 | Tartus의 기후 | Tartus의 기후 | Tartus의 기후 | Tartus의 기후 | Tartus의 기후 | Tartus의 기후 | Tartus의 기후 | Tartus의 기후 | Tartus의 기후 |
| 월                          | 1월           | 2월           | 3월           | 4월           | 5월           | 6월           | 7월           | 8월           | 9월           | 10월          | 11월          | 12월          | 연간          |
| --------------------------- | ------------- | ------------- | ------------- | ------------- | ------------- | ------------- | ------------- | ------------- | ------------- | ------------- | ------------- | ------------- | ------------- |
| 일평균 최고 기온 °C (°F)    | 15.8 (60.4)   | 16.4 (61.5)   | 18.6 (65.5)   | 21.9 (71.4)   | 24.8 (76.6)   | 27.3 (81.1)   | 29.2 (84.6)   | 30.0 (86.0)   | 29.2 (84.6)   | 26.6 (79.9)   | 22.4 (72.3)   | 17.9 (64.2)   | 23.34 (74.01) |
| 일일 평균 기온 °C (°F)      | 12.0 (53.6)   | 12.7 (54.9)   | 14.7 (58.5)   | 17.6 (63.7)   | 20.3 (68.5)   | 23.9 (75.0)   | 26.0 (78.8)   | 26.7 (80.1)   | 25.1 (77.2)   | 21.9 (71.4)   | 17.7 (63.9)   | 13.7 (56.7)   | 19.36 (66.85) |
| 일평균 최저 기온 °C (°F)    | 8.4 (47.1)    | 8.9 (48.0)    | 10.4 (50.7)   | 12.8 (55.0)   | 15.6 (60.1)   | 19.1 (66.4)   | 22.2 (72.0)   | 22.8 (73.0)   | 20.4 (68.7)   | 16.9 (62.4)   | 13.2 (55.8)   | 10.0 (50.0)   | 15.06 (59.11) |
| 평균 강우량 mm (인치)       | 177.5 (6.99)  | 142.1 (5.59)  | 105.2 (4.14)  | 57.1 (2.25)   | 20.0 (0.79)   | 12.3 (0.48)   | 0.7 (0.03)    | 3.8 (0.15)    | 8.2 (0.32)    | 67.6 (2.66)   | 105.0 (4.13)  | 184.8 (7.28)  | 884.3 (34.81) |
| 평균 강우일수 (≥ 1.0 mm)    | 12.5          | 10.2          | 9.3           | 5.4           | 2.1           | 0.5           | 0.1           | 0.1           | 0.8           | 4.4           | 6.5           | 11.0          | 62.9          |
| 출처: Hong Kong Observatory |               |               |               |               |               |               |               |               |               |               |               |               |               |